# Vorwärts immer!
Vorwärts immer! ist eine deutsche Filmkomödie über die Wende und friedliche Revolution in der DDR von Francis Meletzky aus dem Jahr 2017 mit Jörg Schüttauf in der Hauptrolle.

## Handlung
In der Revolutionszeit 1989 probt in Berlin ein Theaterensemble ein politisches Stück, bei dem der Schauspieler Otto Wolf den Staats- und Parteichef Erich Honecker darstellen soll. So oft er auch probt, hält er seinen Text immer wieder für unglaubwürdig. Er scheut sich auch davor, das Stück überhaupt mit aufzuführen, denn so gesellschaftskritisch wie das ist, befürchtet er am Ende, dafür eingesperrt zu werden. Doch damit nicht genug, hat seine Tochter beschlossen, heimlich nach West-Berlin zu gehen, wo ihre Mutter wohnt. In einer Probenpause verabschiedet sich Anne von ihm sehr innig, was von zwei Stasimitarbeitern gesehen und auch fotografiert wird. Da Otto sein Honecker-Outfit noch trägt, halten sie ihn für den echten Staatschef und wissen nicht so recht, wie sie die Situation bewerten sollen.
Otto wiederum ahnt, dass Anne zu ihrer Mutter ziehen will, und erfährt nun von ihr, dass sie schwanger ist und sich deshalb einen „West“pass besorgt hat, den sie ihm stolz zeigt. Aber zu ihrem Entsetzen zerreißt ihr Vater das wertvolle Dokument mit der Absicht, sie vor sich selbst zu beschützen. So bleibt ihr nichts anderes übrig, als sich einen neuen zu besorgen. Doch August, ihr Kontaktmann, muss gerade nach Leipzig, um dort von der nächsten Montagsdemonstration Filmaufnahmen für die westdeutschen Nachrichten zu machen. Kurzerhand begleitet Anna ihn, und auch ihr Freund Matti gesellt sich zu den beiden. Doch sie wissen nicht, dass sich Armee und Polizei darauf vorbereiten, diese neue Demonstration am Abend des 9. Oktober mit Gewalt zu zerschlagen. Als Otto davon erfährt, überlegt er, wie er seine Tochter beschützen kann. Er fasst den irrwitzigen Plan, als Honeckerdouble den Schießbefehl in Leipzig zurückzunehmen. Das Problem ist allerdings, dass dies telefonisch nur über die interne Dienstleitung möglich ist. Deshalb muss es Otto gelingen, in Honeckers Büro im ZK zu gelangen. Da sich der echte Staatschef gerade in Wandlitz auf der Jagd befindet, scheint das Unternehmen nicht weiter schwierig zu sein. Otto ist zwar sehr angespannt, aber er macht sich auf den Weg. Nach kleineren Problemen gelingt es ihm dann auch, das richtige Büro zu finden, nur das richtige Telefon kann er nicht entdecken. Auf der Suche nach der wichtigen Dienstleitung wird er zufällig Zeuge einer Verschwörung, denn Egon Krenz und Stasi-Chef Mielke planen gerade, selber die Macht zu übernehmen. Sie sind daher sehr überrascht, Honecker im ZK zu begegnen und nicht auf der Jagd. Otto will den Rückzug antreten, rutscht aber auf der frisch gebohnerten Treppe aus und wird mit einem Krankenwagen zu sich nach Hause gebracht, wo ihn sein Leibarzt untersucht und Margot Honecker Verhaltensmaßregeln für ihren kranken Mann gibt. Otto stellt sich schlafend und will so schnell wie möglich das Haus verlassen. Das ist auch dringend geboten, denn der echte Honecker kehrt gerade von der Jagd zurück. Ottos Schauspielerkollegen sind auch zur Stelle, um ihm bei seiner Flucht aus der Waldsiedlung zu helfen. Da sich Otto und Honecker im Haus plötzlich gegenüberstehen, muss Otto sein ganzes schauspielerisches Talent aufbieten, um die Situation zu retten. Das gelingt mit großer Mühe, denn er muss auch Margot von seiner Echtheit überzeugen, die von den aufmerksamen Wachsoldaten davon in Kenntnis gesetzt wurde, dass es einen Doppelgänger ihres Mannes gibt. Margot Honecker bemerkt natürlich den Unterschied, spielt die Komödie aber mit, weil Otto sehr überzeugend ist. Da es im Haus eine zweite interne Dienstleitung gibt, kann er von hier aus gerade noch rechtzeitig den Militäreinsatz in Leipzig verhindern.

## Nebenhandlung
Während Otto in Berlin alle Anstrengungen unternimmt, um seine Tochter Anne vor der Staatsgewalt zu beschützen, wird sie in Leipzig zusammen mit August von der Stasi festgenommen. Dank des rechtzeitigen Anrufs ihres Vaters werden beide wieder freigelassen, und nachdem August, der selber BRD-Bürger ist, ihr einen neuen Ausweis beschafft hat, bleibt ihr Entschluss bestehen, Ostberlin zu verlassen. Annes Freund Matti möchte sie zwar zurückhalten, aber da sie nicht will, dass ihr Kind in der DDR aufwächst, bleibt sie bei ihrer Entscheidung. Beim Grenzübertritt nimmt sie die Filmaufnahmen von August, dem sie bei ihrem Leipziger Abenteuer recht nahegekommen ist, heimlich mit. Nachdem sie ihr Kind zur Welt gebracht hat, kann sie sich allerdings immer noch nicht zwischen Matti und August entscheiden.

## Hintergrund
Die Dreharbeiten erfolgten  vom 10. November 2015 bis zum 29. Januar 2016. Der Film wurde von Crazy Film GmbH in Kooperation mit ARD Degeto Film und Roxy Film produziert. Das Originaldrehbuch von Markus Thebe hat mit dem gleichnamigen Self-Publishing-Buch von Karl Heinz Waschke, das kurz nach Beginn der Dreharbeiten erschien, nichts zu tun.

## Rezeption

### Einschaltquote
In den deutschen Kinos lief Vorwärts immer! ab dem 12. Oktober 2017. Die Erstausstrahlung im deutschen Fernsehen erfolgte am 14. Januar 2019 auf Sky Cinema und am 26. August 2019 im Free-TV und wurde hier von 2,81 Millionen Zuschauern gesehen und erreichte einen Marktanteil von 10,6 Prozent für Das Erste.

### Kritiken
cinema.de urteilte: „Jörg Schüttauf zelebriert als Doppelgänger von Erich Honecker eine wilde Köpenickiade. ‚Vorwärts immer, rückwärts nimmer‘, lautete das politische Credo des DDR-Staatschefs Erich Honecker. Die satirische Komödie von Franziska Meletzky nimmt ironischen Bezug auf das Motto des sozialistischen Kleindiktators, der im Film erstaunlich überzeugend von […] Jörg Schüttauf dargestellt wird.“„‚Vorwärts immer!‘ ist eine schelmische Köpenickiade mit dem Mut zur heillosen Übertreibung, die aber auch an den richtigen Stellen ernste Untertöne einbaut. Und Jörg Schüttauf ist als Honi-Ersatz eine Wucht!“ Das Fazit der Redaktion: „Ein respektloser, extrem vergnüglicher DDR-Klamauk mit einem Jörg Schüttauf, der als Ersatz-Honi erstklassiges Komödientalent beweist“
Für welt.de kritisierte Michael Pilz: „Vorwärts immer!“ „ist der erste Film, in dem der Osten so erscheint, wie sich der Osten an den Osten zu erinnern glaubt.“ „Wer damals dabei war, wird im Kino wieder etwas von der Angst, dem Trotz und dem Triumph spüren. Die Schützenpanzer rollen, die Bereitschaftspolizei marschiert, die Stasi filmt. Der Machtapparat macht mobil.“
Bert Rebhandl von der FAZ meinte: „Ein absurder Plott inmitten der Ereignisse um die friedliche Revolution in der DDR: ‚Vorwärts immer!‘, mit Jörg Schüttauf als (falscher) Honecker, ist eine Wendekomödie der anderen Art.“ Über diesen Film „zu lachen, heißt keineswegs, über die DDR zu lachen. In ‚Vorwärts immer!‘ könnte die vereinigte Bundesrepublik wieder einmal lernen, dass die Revolution von 1989 ein so heroisches Geschehen war, dass man sich ihrer besser mit möglichst wenig Pathos erinnert. Sondern mit dem Hintersinn dieses im besten Sinn erbaulichen Films, und mit der verwegenen Komik eines Jörg Schüttauf, der den Weltgeist ganz großartig zum Nuscheln bringt.“
fbw-filmbewertung.com nannte den Film „Eine amüsante Verwechslungskomödie mit politischem Hintergrund […], die durch einen guten Sinn fürs Timing und ein passend gewähltes Ensemble überzeugt.“
Britta Schmeis von epd-film.de schrieb: Vorwärts immer! „Das klingt alles schwer nach Klamauk, ist es streckenweise auch. Trotzdem gelingt Meletzky eine durchaus amüsante Politkomödie mit ausgefeiltem Sprachwitz und der Portion Retro-Charme samt Trabi, Creme 21 und Udo-Lindenberg-Schallplatte, die ein solcher Film braucht. Ganz leicht und doch nicht allzu lapidar webt sie bedrückende Aspekte der DDR-Diktatur ein: Selbst in Wolfs Ensemble sind die Schauspieler vor spitzelnden Kollegen nicht sicher, eigentlich kann niemand niemandem trauen.“
Beim Tagesspiegel urteilte Martin Schwickert: „Auf der Leinwand entwickelt der Plot einen grotesken Charme.“ „Meletzky versteht ihr Screwball-Comedy-Handwerk, wozu Slapstick-Einlagen ebenso gehören wie das Überdrehen des Verwechslungsplots. Komödien leben nicht zuletzt vom Detail, von der Udo-Lindenberg-Motorradjacke in Honeckers Kleiderschrank bis zum künstlichen Gebiss, das der Krenz-Imitator (Alexander Schubert) ständig zurechtrücken muss. Genial albern auch der Selbstfindungsdialog, als der echte und der falsche Generalsekretär aufeinandertreffen. Gegenüber diesem sorgfältig orchestrierten Chaos fällt die eingeflochtene Dreiecks-Lovestory um die schwangere Anne deutlich ab. ‚Vorwärts immer!‘ ist eine späte, gelungene Ausnahmeerscheinung des DDR-Komödiengenres, die sich einen Platz neben ‚Good Bye, Lenin!‘ verdient hat.“

## Trivia
Alexander Schubert verkörperte die Rolle des Egon Krenz auch in der zweiten Staffel der ZDF-Serie Sketch History.